# Bande di Bollinger
Le bande di Bollinger si basano sulla volatilità di un titolo.
La volatilità può essere vista come la deviazione standard (standard deviation) - statisticamente definita come scarto quadratico medio o radice quadrata della varianza.

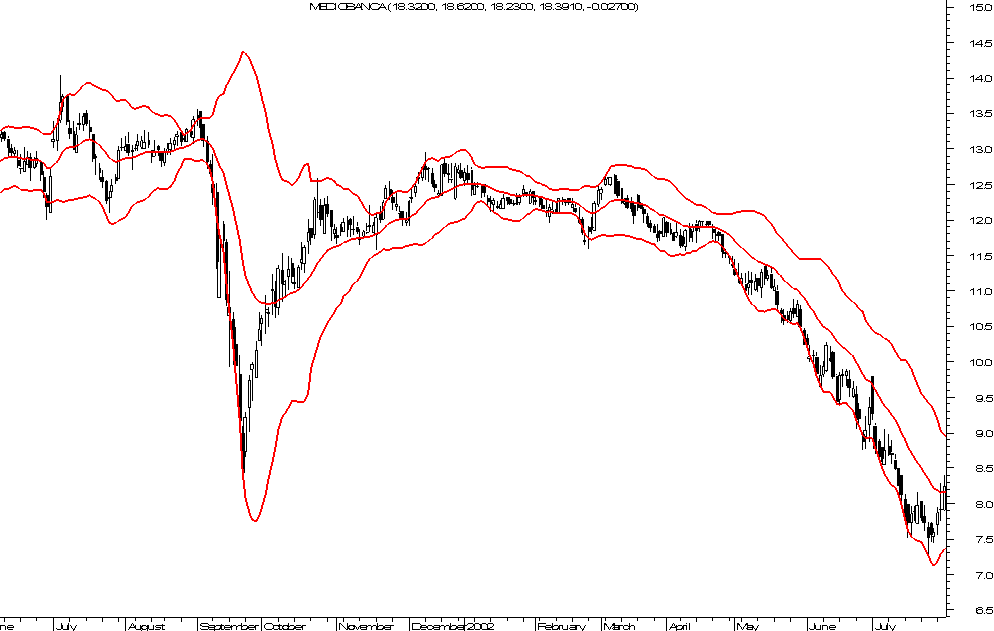
Grafico giornaliero (daily) del titolo Mediobanca con le bande di Bollinger a 20 periodi con una deviazione 2.

Per calcolare le bande di Bollinger si usa dapprima una media mobile a G giorni (spesso 20) a cui viene aggiunto o sottratto il valore della deviazione standard moltiplicata per un determinato fattore F (spesso intorno a 2).
La banda superiore è quindi ottenuta aggiungendo alla media mobile F volte la deviazione standard.
La banda centrale (se la si vuole visualizzare) è data dalla media mobile.
La banda inferiore è calcolata sottraendo alla media mobile F volte la deviazione standard.
Una maggiore ampiezza delle bande corrisponde a un'alta volatilità. Una minore ampiezza corrisponde viceversa a una bassa volatilità.
Bande convergenti rappresentano volatilità in diminuzione. Bande divergenti rappresentano volatilità in aumento.
È possibile variare leggermente i parametri G ed F. Valori che secondo lo stesso Bollinger possono essere utilizzati sono i seguenti:
G = 20 e F = 2 Valido in generale;
G = 10 e F = 1.9 Se c'è la necessità di usare una media mobile molto corta;
G = 50 e F = 2.1 Se c'è la necessità di usare una media mobile molto lunga.
Lo stesso John Bollinger consiglia di non variare la lunghezza della Media Mobile (G) ma piuttosto di passare da barre daily a barre settimanali o mensili (per trading a lungo termine) o a barre di 1 ora o 5 minuti (per trading intraday).
Approssimativamente, dal punto di vista operativo, le bande di Bollinger danno segnali di acquisto e vendita quando si verificano le seguenti condizioni:
- quando il grafico del prezzo esce dalla banda superiore e successivamente vi rientra, si ottiene un segnale di vendita; questo corrisponde a un rapido aumento del prezzo e a un successivo rallentamento o aggiustamento;
- quando il grafico del prezzo esce dalla banda inferiore e successivamente vi rientra, si ottiene un segnale di acquisto; cioè il prezzo è calato molto velocemente fino ad arrestarsi e -probabilmente- a invertire il trend.

In realtà le bande di Bollinger da sole possono dare falsi segnali in quanto per esempio il grafico potrebbe uscire in basso, rientrare e continuare il trend discendente.
Per questo motivo, John Bollinger consiglia di utilizzare altri indicatori, non correlati, per testare il comportamento delle bande. Quando 2 o più indicatori confermano il comportamento delle bande, allora il segnale acquista significato (sempre nei limiti della relativa validità predittiva della Analisi Tecnica).

## Indicatori
Gli indicatori che lo stesso Bollinger consiglia di utilizzare sono i seguenti.

### Percentage B o %b
Il %b viene calcolato come:
{\displaystyle {\frac {Chiusura-Banda\ inferiore}{Banda\ superiore-Banda\ inferiore}}}
Il %b va confrontato con le soglie 0% e 100%.

### Band Width
L'ampiezza delle bande viene calcolata come:
{\displaystyle {\frac {(Banda\ superiore-Banda\ inferiore)}{Media\ mobile}}}

### Intensità Intraday
Calcolata come media mobile a 21 giorni di:
{\displaystyle {\frac {(2\cdot Chiusura-Massimo-Minimo)\cdot Volume}{(massimo-minimo)}}}

### Volume normalizzato
Calcolato come:
{\displaystyle {\frac {Volume\ della\ giornata}{(Media\ mobile\ 50\ giorni\ dei\ volumi)}}\cdot 100}

## Proprietà statistiche
I rendimenti dei titoli non hanno una distribuzione statistica nota, normale o meno; sono noti per avere code grasse rispetto a una distribuzione normale. La dimensione del campione comunemente utilizzata, 20, è troppo piccola perché le conclusioni derivate da metodi statistici come il teorema del limite centrale siano affidabili. Tali metodi richiedono solitamente che il campione sia indipendente e identicamente distribuito, il che non è il caso delle serie temporali come i prezzi dei titoli. È vero proprio il contrario; è ben noto agli operatori del settore che tali serie di prezzi presentano molto spesso una correlazione seriale, ossia ogni prezzo sarà strettamente correlato al precedente "per la maggior parte del tempo". L'aggiustamento per la correlazione seriale ha lo scopo di modificare le deviazioni standard che utilizzano le deviazioni dalla media mobile, ma rimane la possibilità di un'autocorrelazione dei prezzi di ordine elevato che non viene tenuta in considerazione da una semplice differenza dalla media mobile.

## Le bande di Bollinger fuori dalla finanza
Le Bande di Bollinger sono state applicate ai dati di produzione per rilevare i difetti (anomalie) nei tessuti modellati. In questa applicazione, le bande superiori e inferiori delle Bande di Bollinger sono sensibili a piccole variazioni dei dati di ingresso ottenuti dai campioni.
Le bande di Bollinger sono utilizzate come strumento di analisi tecnica.
L'Organizzazione Internazionale dell'Aviazione Civile utilizza le Bande di Bollinger per misurare i tassi di incidenti come indicatore di sicurezza per valutare l'efficacia delle iniziative di sicurezza aerea globale. Questa analisi utilizza anche %b e la larghezza di banda.
Le bande di Bollinger sono state applicate a "Un metodo per determinare l'inizio e la fine di un'impennata invernale in tempo reale della domanda di terapia intensiva pediatrica".